# Bobby Unser

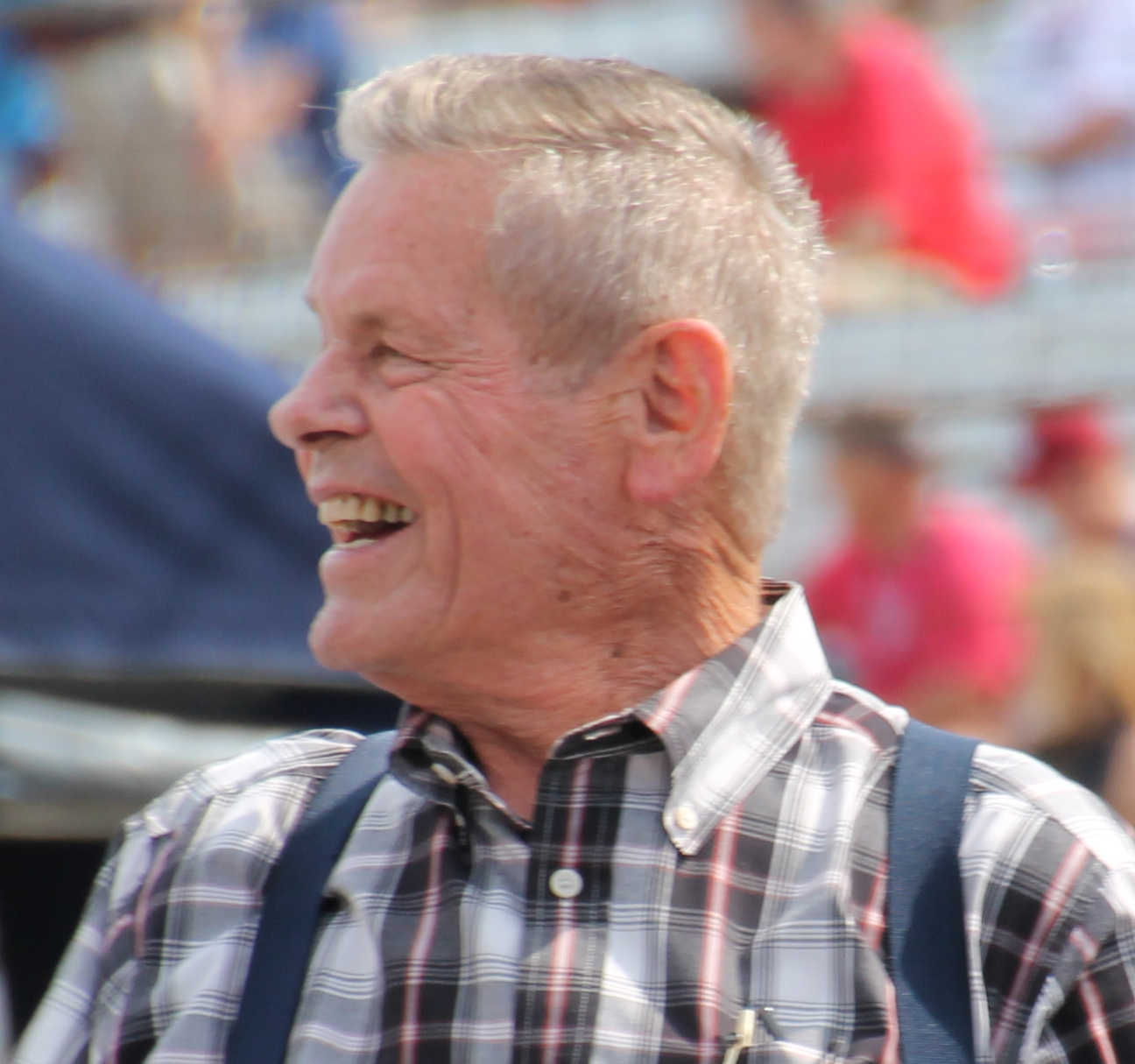
Bobby Unser, 2015

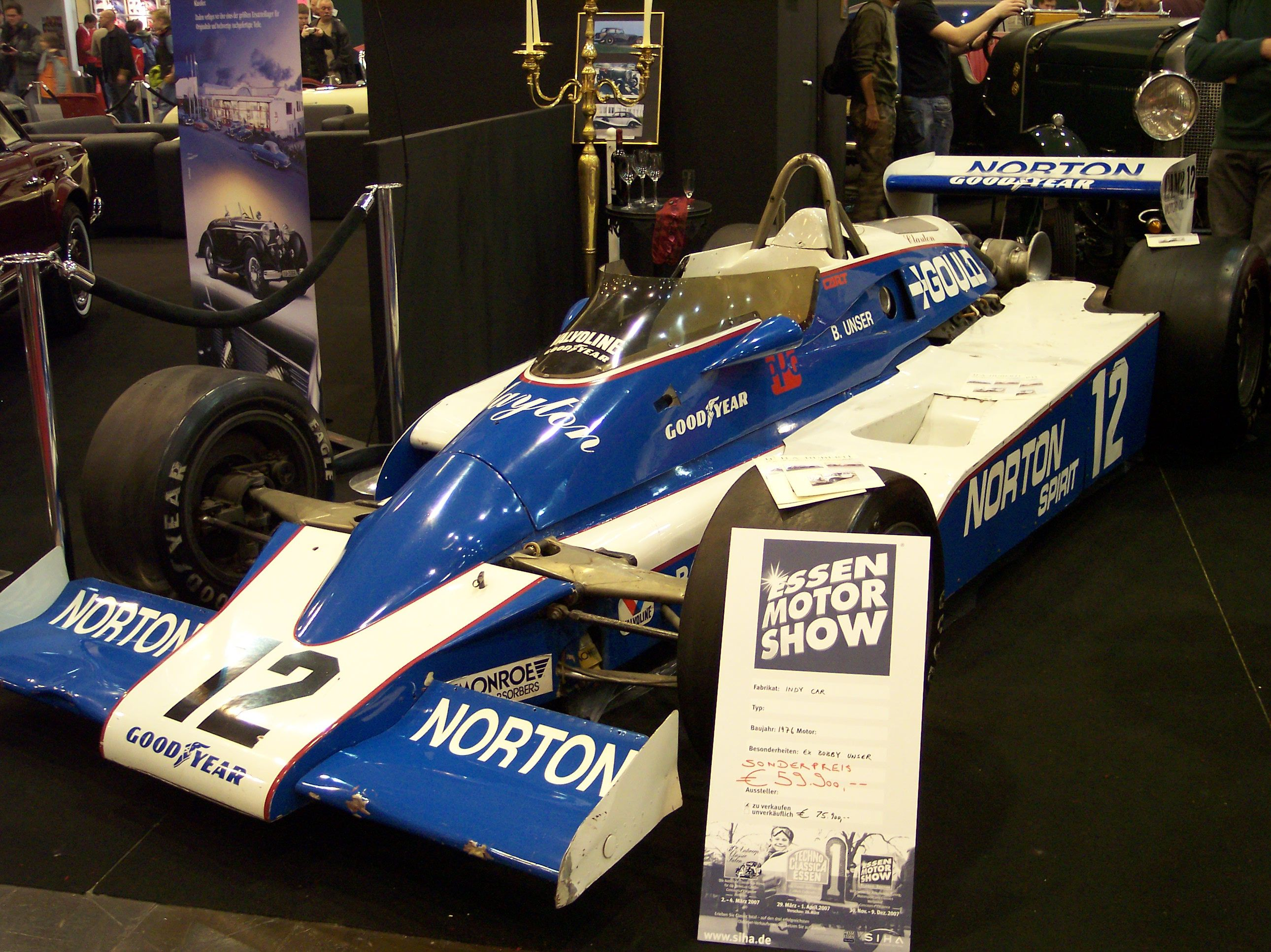
Unsers racewagen uit 1979

Robert William (Bobby) Unser (Colorado Springs (Colorado), 20 februari 1934 - Albuquerque, 2 mei 2021) was een Amerikaans autocoureur. Hij won twee formuleracing kampioenstitels in het kampioenschap dat de voorloper was van de Champ Car. Hij won drie keer op het circuit van Indianapolis. Hij was een oudere broer van Al Unser Sr. en de oom van Al Unser Jr. Zijn zoon Robby Unser is eveneens een voormalig autocoureur.

## Champ Car
Unser nam vanaf 1963 deel aan het kampioenschap van de formuleracing klasse dat georganiseerd werd door de United States Automobile Club en dat de voorloper is van het Champ Car kampioenschap zoals dat gehouden werd tussen 1979 en 2007. In 1966 won hij zijn eerste race op het circuit van Pikes Peak, waar zijn broer Al Unser Sr. een jaar eerder eveneens zijn eerste overwinning boekte. Twee jaar later won hij voor de eerste keer het kampioenschap en won hij eveneens voor de eerste keer de race op Indianapolis. In 1974 won hij het kampioenschap voor de tweede en laatste keer. Toen in 1979 het Champ Car kampioenschap van start ging, reed hij nog drie seizoenen in deze raceklasse. Hij werd in 1979 en 1980 tweede in het eindklassement en won in deze twee jaar tien races. Het volgende jaar was zijn laatste seizoen in de Champ Car en werd hij zevende in de eindstand. Hij won zijn laatste race op Indianapolis, maar deze race telde per uitzondering niet mee voor het kampioenschap van de Champ Car series.

## Indianapolis 500
Unser won voor de eerste keer op Indianapolis in 1968, twee jaar eerder dan zijn broer Al, die de race voor de eerste keer won. De tweede overwinning kwam er in 1975 en zijn laatste overwinning in 1981, waar hij vertrok vanaf de pole position. Het werd meteen ook zijn laatste race op Indianapolis. Deze laatste overwinning werd hem wel een tijd ontnomen. Op 25 mei, een dag na de race, beslisten de officials om hem straftijd te geven omdat hij in een gele vlag situatie wagens had voorbij gereden. De overwinning ging naar Mario Andretti, maar na beroep tegen deze beslissing werd de straftijd teruggedraaid en werd hij op 9 oktober opnieuw uitgeroepen tot winnaar. Hij reed negentien opeenvolgende jaren deze legendarische race, won drie keer, stond twee keer op pole position en stond ook twee keer op het podium als niet-winnaar.

## Resultaten
United States Automobile Club resultaten (aantal gereden races, aantal maal in de top 5 van een race, eindpositie kampioenschap en punten)
| Jaar | Races | 1ste | 2de | 3de | 4de | 5de | Rank | Ptn  |
| ---- | ----- | ---- | --- | --- | --- | --- | ---- | ---- |
| 1963 | 4     | -    | -   | -   | -   | -   | 25   | 100  |
| 1964 | 12    | -    | -   | -   | 2   | -   | 14   | 470  |
| 1965 | 18    | -    | 2   | 1   | 3   | 1   | 7    | 1402 |
| 1966 | 15    | 1    | -   | 1   | 2   | 2   | 6    | 1210 |
| 1967 | 21    | 2    | 2   | 5   | -   | 1   | 3    | 3020 |
| 1968 | 25    | 5    | 5   | 1   | 1   | 1   | 1    | 4330 |
| 1969 | 21    | 1    | 1   | 3   | 1   | 2   | 3    | 2585 |
| 1970 | 16    | 1    | 4   | -   | 2   | -   | 2    | 2260 |
| 1971 | 11    | 2    | 1   | -   | 1   | -   | 6    | 1805 |
| 1972 | 9     | 4    | -   | -   | -   | -   | 8    | 1500 |
| 1973 | 13    | 1    | 1   | -   | -   | -   | 12   | 1108 |
| 1974 | 13    | 4    | 5   | 1   | 1   | 1   | 1    | 4870 |
| 1975 | 7     | 1    | 2   | 1   | -   | 1   | 3    | 2480 |
| 1976 | 9     | 2    | -   | 1   | 2   | -   | 6    | 2080 |
| 1977 | 10    | -    | -   | -   | -   | -   | 35   | 75   |
| 1978 | 16    | -    | -   | 1   | -   | 1   | 12   | 1122 |

Champ Car resultaten (aantal gereden races, aantal maal in de top 5 van een race, eindpositie kampioenschap en punten)
| Jaar | Races | 1ste | 2de | 3de | 4de | 5de | Rank | Ptn  |
| ---- | ----- | ---- | --- | --- | --- | --- | ---- | ---- |
| 1979 | 14    | 6    | 2   | 1   | 1   | 2   | 2    | 3820 |
| 1980 | 11    | 4    | 3   | 1   | -   | -   | 2    | 3714 |
| 1981 | 11    | -    | 2   | 1   | -   | -   | 7    | 99   |